# Manuel Comneno Raúl
Manuel Comneno Raúl (en griego: Μανουήλ Κομνηνός Ῥαούλ; fl. c. 1258-1280) fue un aristócrata y funcionario bizantino.
Manuel, miembro de la aristocrática familia Raúl, era hijo del protovestiario Alejo Raúl. Su padre fue un alto líder militar durante el reinado del emperador de Nicea Juan III Ducas Vatatzés, pero perdió el favor de su sucesor, Teodoro II Láscaris, quien desconfiaba de la aristocracia y promovió a hombres de origen humilde como Jorge Muzalon, quien se convirtió en su primer ministro. El hecho de que Teodoro II casara a una de las hermanas de Manuel con el hermano de Jorge, Andrónico Muzalon, fue considerado un insulto, y la familia se convirtió en oponente del emperador, quien en algún momento hizo que todos los hijos de Alejo fueran encarcelados. Como resultado, la familia Raúl apoyó activamente el asesinato de los hermanos Muzalon en 1258, luego de la muerte de Teodoro II, y la usurpación subsecuente de Miguel VIII Paleólogo.
Como recompensa, Miguel VIII nombró al hijo mayor de Alejo, Juan Raúl Petralifas, como protovestiario, mientras que Manuel fue nombrado pincerna. En 1276, Manuel fue nombrado gobernador de Tesalia. Poco después, sin embargo, Manuel y su hermano Isaac se opusieron a los esfuerzos del emperador para asegurar la Unión de las Iglesias y apoyaron al patriarca anti-unionista Arsenio Autoriano. Como resultado, Manuel fue arrestado en 1279, y en 1280 fue cegado y exiliado a Cencreas en el río Escamandro.